# نسيبة
النسيبة (الجمع النسيبات) هي أخت الزوج أو زوجة الأخ أو في بعض الأحيان زوجة أخ الزوجة. بالنسبة للزوجة، فإن الحالة الأخيرة (أي زوجة أخ الزوج، أي أن تكون السيدتان قد تزوجتا من أخوين) يطلق عليها في بعض الحالات اسم "النسيبة المشتركة"، لأن كل واحدة منهما تكون نسيبة زوج الأخرى.
على سبيل المثال، إذا كان سامح وهادي أخوان، وكانت فريدة هي زوجة سامح، وشروق هي زوجة هادي، فإن شروق هي نسيبة سامح وفريدة هي نسيبة هادي، في حين أن فريدة وشروق كل منهما نسيبة مشتركة للأخرى.
وإليكم مثالاً آخر: إذا كان بيل ويزلي وجيني ويزلي أخ وأخت، وكانت فلور ديلاكور زوجة بيل وهاري بوتر زوج جيني، فإن هاري هو نسيب بيل، وفلور هي نسيبة جيني في جي أن هاري وفلور نسيب ونسيبة لبعضهما البعض 
حمضيات ونص شواية 

## اقرأ أيضاً
- صهر
- حمو